# Ют Микола Якович
Микола Якович Ют (чув. Николай Яковлевич Ют, за паспортом Золотов; нар. 30 липня 1898, село Сінер, Казанська губернія — 27 березня 1967, місто Шумерля, Чуваська АРСР) — чуваський критик, фольклорист, публіцист, перекладач, редактор, громадський і партійний діяч.
Один із засновників і перший голова (1923-25 роки) Союзу чуваських письменників і журналістів, головний редактор журналів «Ялав» і «Капкӑн».
Член Спілки письменників СРСР (1934).
Двоюрідний брат чуваського прозаїка Аркадія Аріса.

## Літературні роботи
Писав критичні статті. Досліджував чуваські пісні.

### Окремі випуски
- «Краткий очерк народной поэзии чуваш», Шупашкар, 1928.
- «Материалы по чувашскому фольклору» (чăвашла, вырăсла), Шупашкар, 1930.
- «Тĕне хирĕç кĕрешессине вăйлатар», Шупашкар, 1931.

### Статті
- Чĕлхеçе хирĕç пыракан М. П. П-ва, «Канаш», 1919, çурла, 26.
- К. Ивановпа унăн Нарспийĕ, //Атăл юрри", «Канаш», 1920, çу, 19-21, 23.
- Çыру чĕлхине çирĕплетес умĕн, «Канаш», 1920, çурла, 1, 3.
- Литература ĕçĕ, «Канаш», 1920, юпа, 6.
- Чăнах-ши?, «Канаш», 1920, чӳк, 13.
- Чăваш чĕлхин çулне уçса паракан майсем, «Канаш», 1920, раштав, 10.
- Чăваш чĕлхин паттăрĕсем, «Канаш», 1921, кăрлач, 4.
- Стаканри çил-тăвăл шавлать, «Канаш», 1921, кăрлач, 26.
- Чуралăх пылакĕпе «ирĕклĕх» сиенĕ, «Канаш», 1921, пуш, 11, 17, 21, 30.
- Чăваш чĕлхи, «Канаш», 1922, нарăс, 26, 28.
- Юман тĕлĕкĕсем (М. Юман тунă йынăшсем çинчен), «Канаш», 1922, ака, 6.
- Хирĕçле юрă, (Вандер çырнă «Национализмпа интернационализм» статьи çинчен) ?, 1922, ?.
- Ӗçлекенсен сасси, «Канаш», 1924, çĕртме, 13.
- Чăваш сăмахлăхĕсемпе чăваш пултарăвĕ, «Сунтал», 1924, № 1.
- Чăваш сăмахĕ, 1924.
- Çеçпĕл Мишши пултарулăхĕ çинчен, 1924.
- Поэт пултарулăхĕ çинчен // Алендей Г. Пирĕн сăвă. Шупашкар, Чăваш кĕнеке уйрăмĕ, 1925.
- Калавçăсем // Сунтал, 1925.
- «Юрлама вĕрентекен çинчен» // «Сунтал», 1926, № 12.
- С. Малинниковăн «Хисеплĕ вилĕм» («Сунтал», 1925, № 5 пьеси çинчен) // «Сунтал», № 2.
- Академик Н. Я. Марр о культурной работе: Несколько слов о Н. Я. Марр // «Сунтал», 1926, № 2.
- Хамăрăн вăйсене папăртатпăр // «Сунтал», 1926, № 7.
- «Укăлча кассии» кăмăлне… // Юман Д. 1927.,
- Чăваш çĕршывне, чăваш çырнине вĕренес ĕç // «Канаш», 1927, пуш, 5.
- Месарошăн чăваш сăмахлăхĕ çинчен çырса кăларнă кĕнеки // «Канаш», 1927, çĕртме, 19.
- Эпир камсем // «Сунтал», 1927, № 11.
- Ахах (Ундрицов) Иванĕ çинчен пĕр-ик сăмах // «Сунтал», 1927, № 12.
- Хамăр çине çаврăнса пăхни те кирлĕ пире. // Хусанкай П. 1928.
- Шелепи // Полоруссов (Шелепи) Н. Çырнисен пуххи. Шупашкар, 1928.
- Элкер сăвăçпа унăн критикĕсем çинчен // «Канаш», 1928, авăн, 11,13, 18.
- И. Я. Яковлевпа чăваш шкулĕн юбилейĕсем пирки // ?, 1928, ?
- Чăваш хĕрарăмĕ, 1928.
- Поведем решительную борьбу с юманизмом и эльменевщиной. О конрреволюционной сущности юманизма // Красная Чувашия, 1930, кăрлач, 11.
- Пĕр критикăлла статья пирки // «Канаш», 1930, çурла, 7.
- Усилить борьбу на идеологическом фронте // Красная Чувашия, 1934, çурла, 17.
- Н. И. Шелепи, «Сунтал», 1935, № 12.